# Rusted Body
Rusted Body (jap. 拷問貴婦人; Alternativtitel: Female Inquisitor, Guts of a Virgin 3, Rusted Body: Guts of a Virgin III) ist ein japanischer Horrorfilm von Kazuo Komizu aus dem Jahr 1987. Er wird im weitesten Sinne dem Pinku eiga zugeordnet, einem Genre, das Erotik- und Kunstfilm verbindet. Neben dem Pinku-Genre enthält der Film auch Anleihen aus dem Splatterfilm. Auf Grund seiner Splattereffekte war er in Deutschland lange nicht erhältlich. Der Titel stellt den abschließenden dritten Teil einer lose zusammenhängenden Trilogie dar, die von Guts of a Virgin (1986) begonnen wurde und mit Guts of a Beauty (1986) fortgesetzt wurde.

## Handlung
Ein lesbisches Pärchen, bei dem die eine als Königin bezeichnet wird, vergnügt sich beim Liebesspiel. Der Großvater und mehrere Schergen foltern währenddessen einen Mann, der sie angeblich um mehrere Hunderttausende Yen gebracht haben soll. Als die Folterversuche nichts bringen, erscheint die Königin und reißt ihm zunächst einen Zehennagel heraus. Anschließend zieht sie einen Zahn. Als sie sich an seinen Penis wagen beginnt er zu reden und gibt das Versteck eines Teils des Geldes preis. Anschließend wird er an die Schweine verfüttert.
Der ehemalige Mann der Königin hat sie betrogen und steckt ebenfalls in der Geschichte mit drin. er und seine Geliebte werden ebenfalls entführt. Die Frau wird nackt in ein Becken voller Aale herabgelassen und zu Tode gefoltert. Dann wendet sich die Frau dem Mann zu. Eine neumodische Maschine, die sexuelle Erfüllung in Schmerzen verwandelt, soll ihn gefügig machen. Doch er widersteht. Schließlich greift sie zu einem perfiden Trick. Sie stellt ihm in Aussicht frei zu kommen, wenn er nur noch einmal mit ihr schlafe. Während des Akts schnürt sie ihm den Penis ab. Er kommt mehrfach, doch das Sperma kann nicht austreten. Unter Schmerzen gibt er schließlich die Kombination für das Geld heraus. Anschließend wird er an die Schweine verfüttert. Die Königin und ihre Schergen setzen sich mit dem Geld ins Ausland ab.

## Hintergrund
Während die Vorgängerfilme Guts of a Virgin und Guts of a Beauty über eine Art „Penismonster“ miteinander verbunden sind und beide auch mit Motiven des Rape-and-Revenge-Films spielen, geht Rusted Body andere Wege und ist eher eine Art Torture Porn mit jedoch für das Pinku-Genre typische Softporno-Szenen.
Der Film erschien in Japan 1986. Eine deutsche Version wurde, vermutlich auf Grund extremen Gewalteffekte, lange nicht veröffentlicht. Der Film war daher nur in einer retuschierten Fassung aus den Niederlanden erhältlich. Am 24. Februar 2024 veröffentlichte das Label Shock Entertainment erstmals eine synchronisierte DVD- und Blu-Ray-Fassung des Films mit Booklet von Mike Blankenburg und Stefan Sierecki.